# Vaiśya
I vaiśya (in sanscrito वैश्य, con grafia anglicizzata vaishya) sono la terza casta nel sistema delle caste in India, sotto a bramini e kṣatriya e sopra a śūdra.

## Descrizione
Secondo la tradizione vedica e induista, in questo ordine sono compresi gli agricoltori, gli allevatori di bestiame, gli artigiani, i mercanti e i contabili. Secondo l'Induismo sono stati creati dalle cosce del dio Brahmā.